# Thoding-Kloster
| Tibetische Bezeichnung                                        |
| ------------------------------------------------------------- |
| Tibetische Schrift: མཐོ་ལྡིང་དགོན་པ                               |
| Wylie-Transliteration: mtho lding dgon pa, mtho gling dgon pa |
| Aussprache in IPA: [tʰotiŋ kø̃pa]                              |
| Offizielle Transkription der VRCh: Toding Goinba              |
| THDL-Transkription: Toding Gönpa                              |
| Andere Schreibweisen: Thoding Gonpa, Tholing Gonpa            |
| Chinesische Bezeichnung                                       |
| Vereinfacht: 托林寺、托定寺                                   |
| Pinyin:Tuōlín Sì, Tuōdìng Sì                                  |

Das Thoding- oder Tholing-Kloster ist ein buddhistisches Kloster im ehemaligen Königreich Guge und liegt heute im Kreis Zanda im äußersten Westen des Regierungsbezirkes Ngari des Autonomen Gebietes Tibet in der Volksrepublik China. Die Klostergründung reicht in das Jahr 996 zurück. Das Kloster war das religiöse Zentrum des Guge-Reiches.

## Gründung

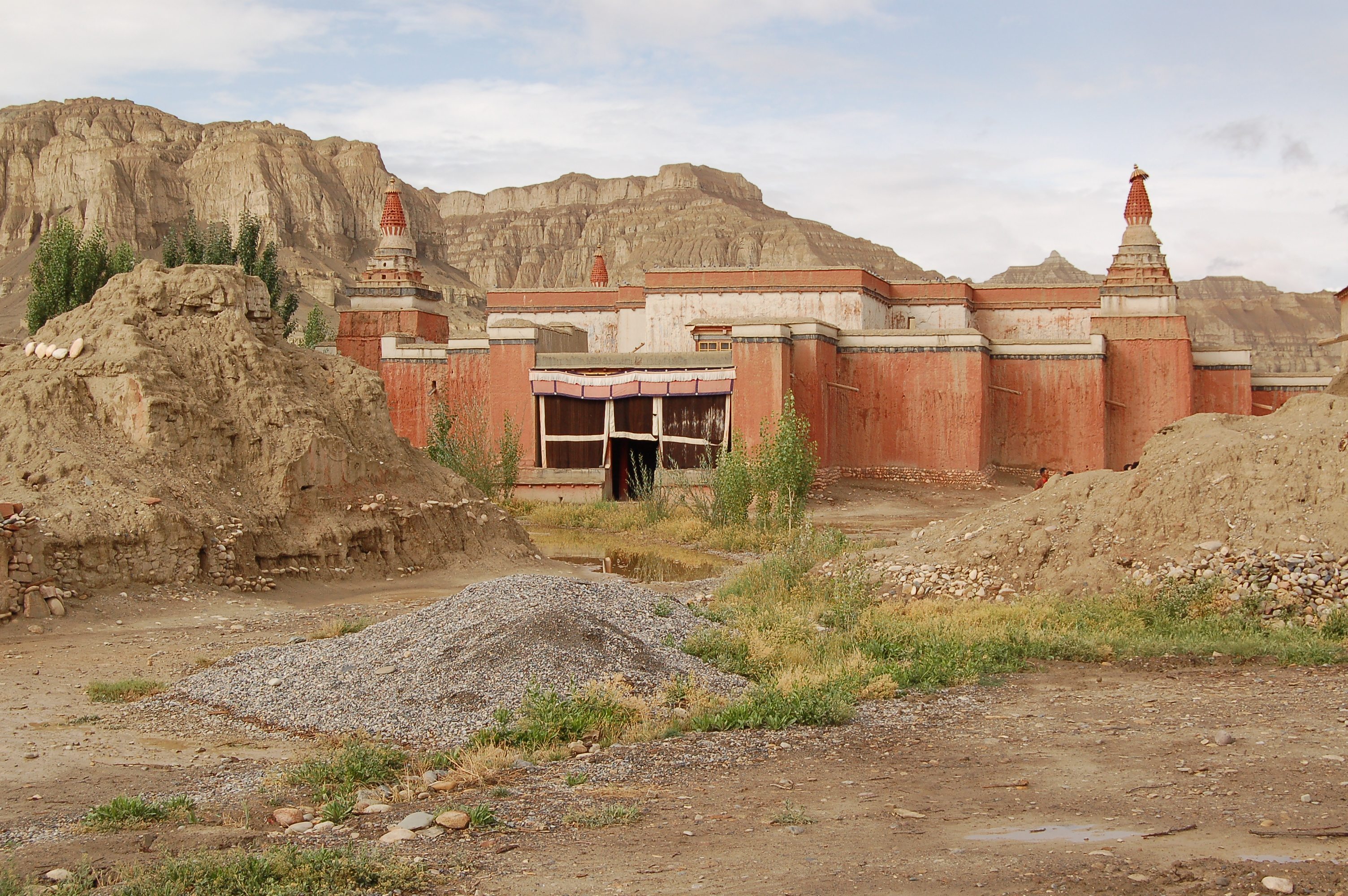
Der Rote Tempel

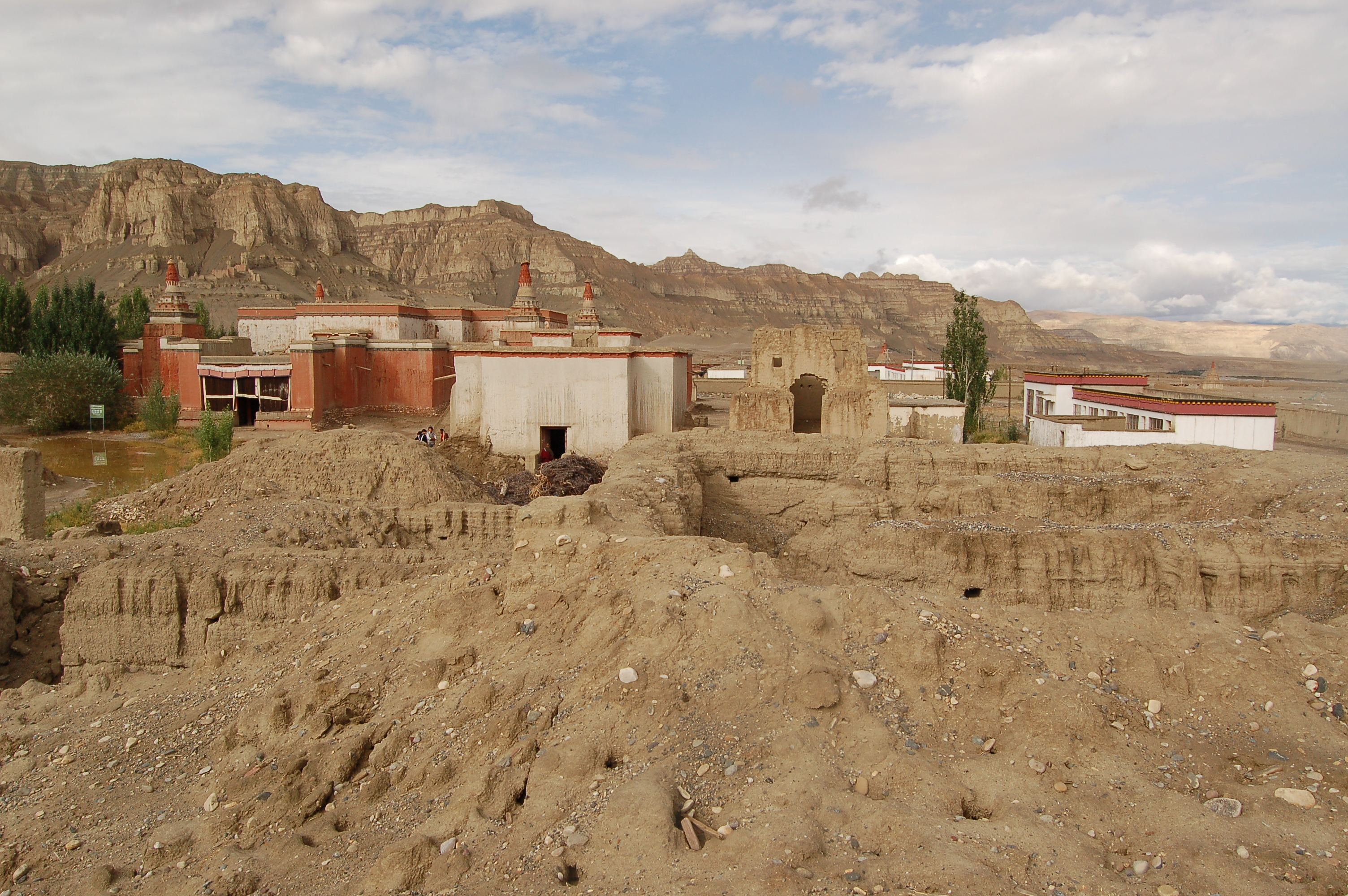
Der Rote Tempel im Jahre 2007 inmitten von Klosterruinen

Im Jahre 996 n. Chr. wurde der Thoding Tsuglag Khang (tib.: tho lding gtsug lag khang; „Tempel von Thoding“) von Yeshe Ö (tib.: ye shes 'od) gegründet. Im Jahre 1028 erfolgte eine Renovierung und Erweiterung. Der erweiterte Tempel erhielt den Namen Pel Pemed Lhüngyi Drupe Tsuglagkhang (tib.: dpal dpe med lhun gyis grub pa'i gtsug lag khang; „Glorreicher, einzigartiger auf wundersame Weise entstandener Tempel“), wurde aber auch wegen seiner roten Farbe einfach Khangmar (tib.: khang dmar; „Rotes Haus“ oder „Roter Tempel“) genannt. 1037 wurde Thoding durch Qarakhaniden geplündert, die aus Zentralasien kommend auf ihren Raubzügen in Ngari einfielen. Die Zerstörungen können aber nicht so groß gewesen bzw. wurden schnell behoben. Denn als kurz danach der indische Gelehrte Atisha in den Jahren 1042–1045 nach Ngari reiste und dabei auch Thoding besuchte, pries er die dort vorgefundenen Heiligenfiguren und Wandmalereien dieses Klosters. In den Jahren 1265–1277 wurde der sogenannte rote Tempel von Thoding vom König Dragpa De (tib.: grags pa lde) erneut renoviert. Der „Rote Tempel“ hat die massive Zerstörung des Klosters während der Kulturrevolution überstanden und kann heute wieder besichtigt werden.

## Erweiterungen des Klosters

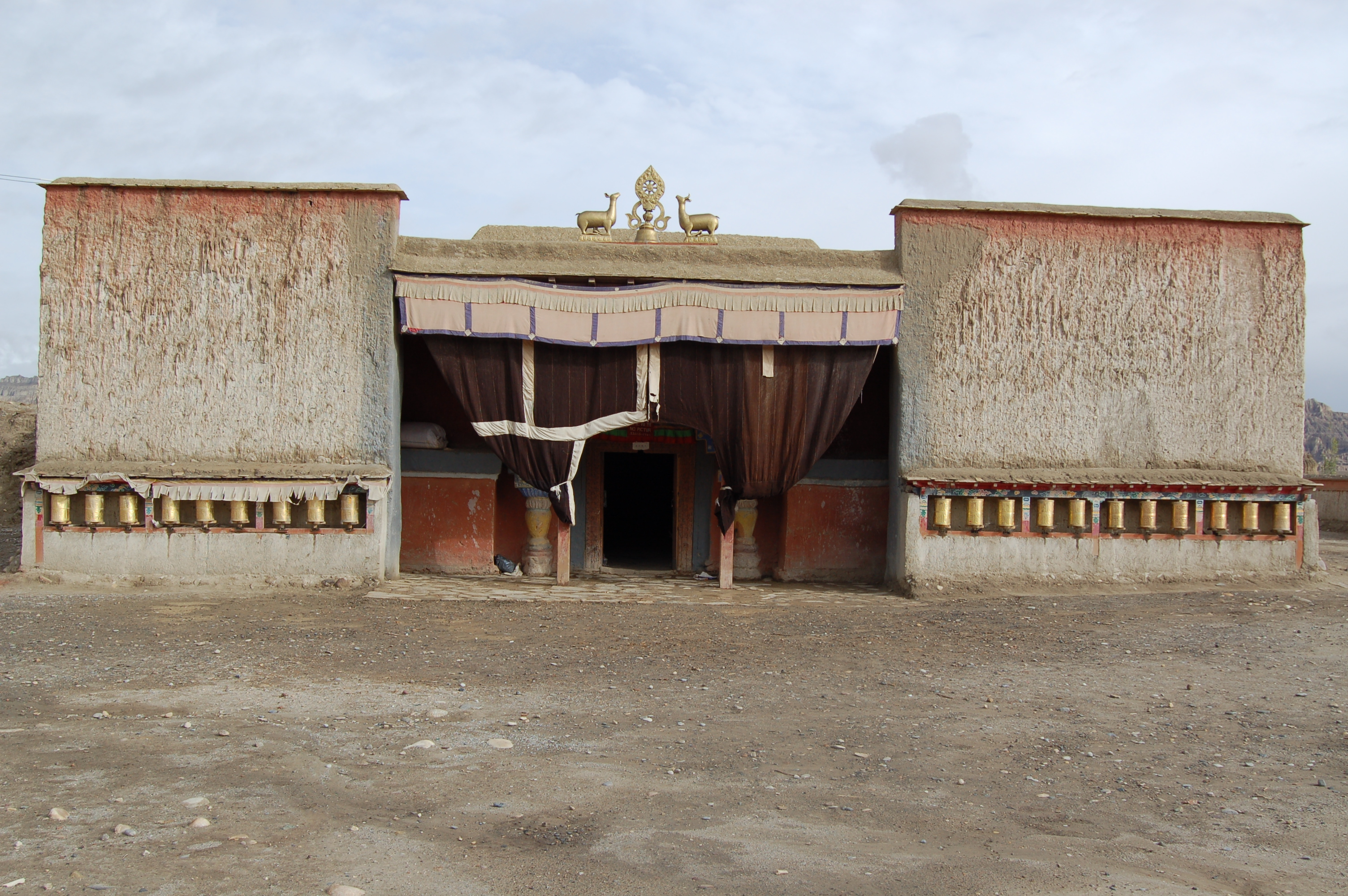
Thoding-Kloster: Der weiße Tempel 2007

Noch im 11. Jahrhundert wurde der Serkhang (tib.: gser khang) „Goldenes Haus“ genannte Tempel errichtet. Zu einer wesentlichen Erweiterung des Klosters kam es aber erst im 15. Jahrhundert unter den Königen Ngawang Dragpa (tib.: ngag dbang grags pa)  und Lhawang Lodrö (tib.: lha dbang blo gros). Durch sie wurde die heute noch existierend große Versammlungshalle (tib.: 'du khang 'dzam gling rgyan), der sogenannte „Weiße Tempel“ (tib.: lha khang dkar po) und zahlreiche weitere Gebäude errichtet.

## Zerstörungen und  Renovierung

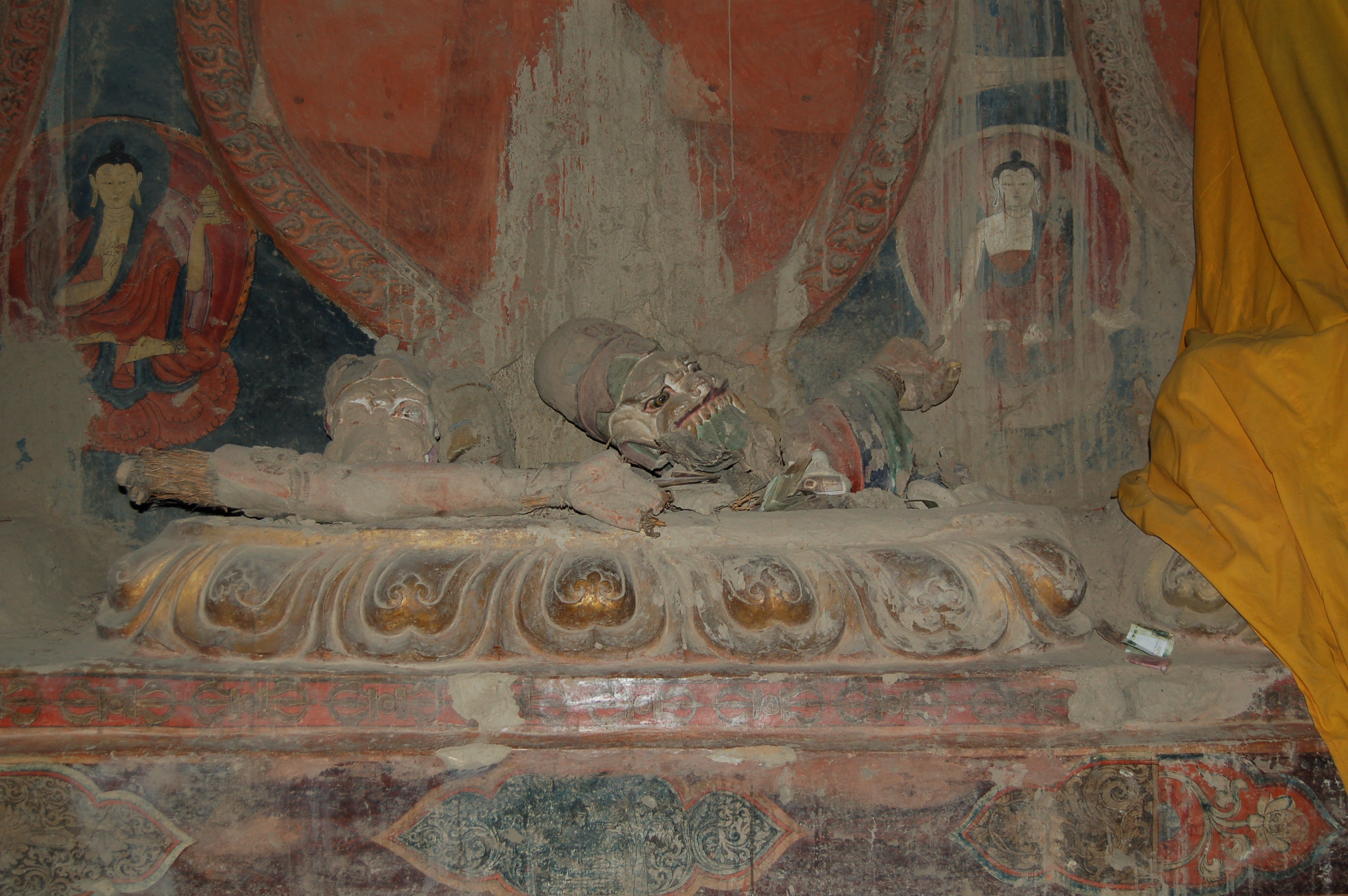
Zerstörte Heiligenfiguren im Weißen Tempel 2007

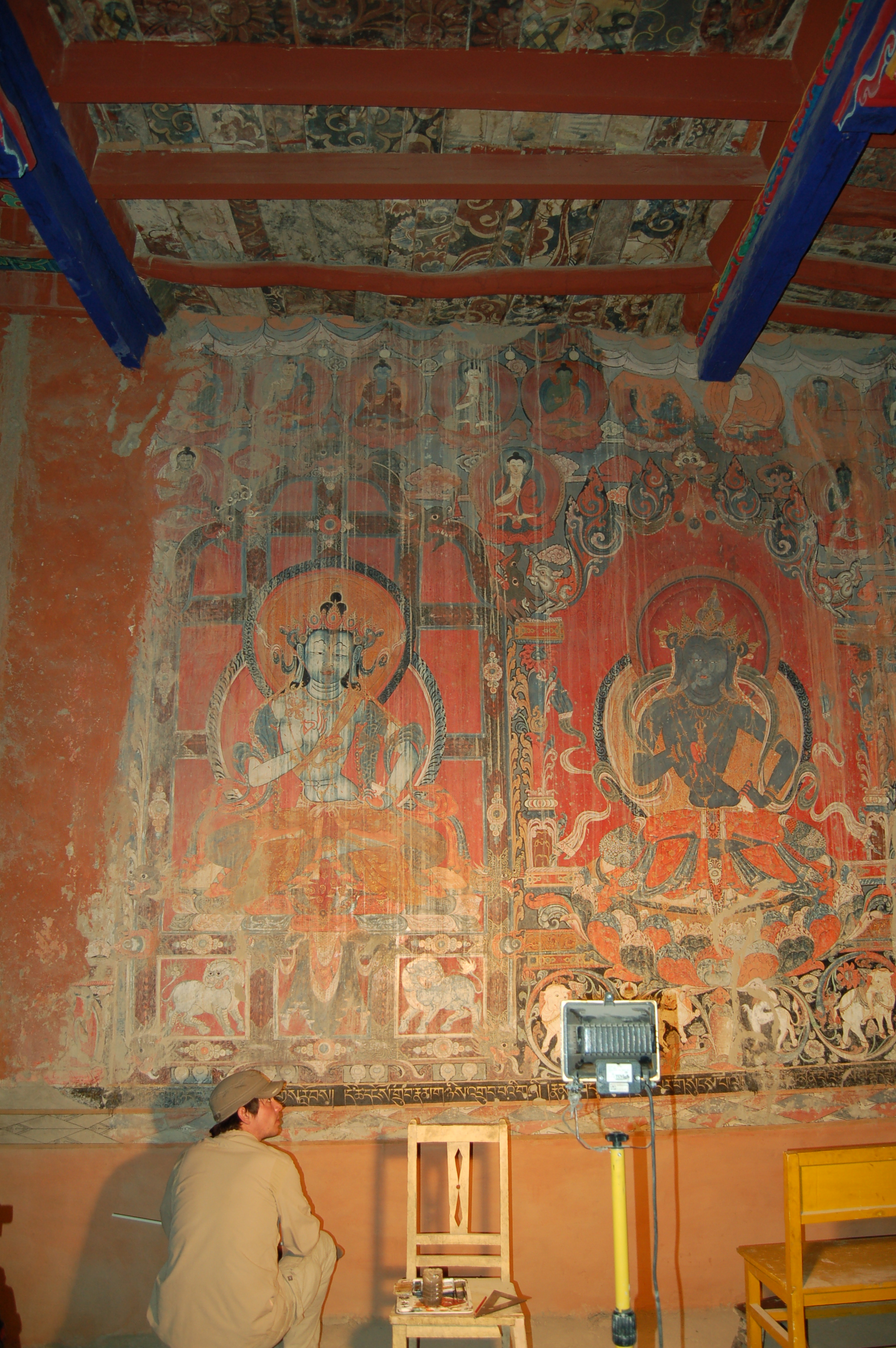
Weißer Tempel: Restaurierung durch Schweizer Stiftung 2007

Während der Kulturrevolution wurde das über tausend Jahre alte Kloster schwer in Mitleidenschaft gezogen. Zahlreiche Gebäude wurden zerstört, die in den nicht zerstörten Tempeln vorhandenen Heiligenfiguren zum größten Teil vernichtet und die Wandmalereien beschädigt. Da das Kloster für seinen ausgefallenen Architekturstil und seine eleganten Wandmalereien berühmt ist, stehen seine Reste  seit 1996 auf der Denkmalliste der Volksrepublik China. Restaurierungsarbeiten zur Rettung der erheblich bedrohten noch vorhandenen Kulturdenkmäler wurden aber bis 2007 ausschließlich von einer kleinen gemeinnützigen Gesellschaft aus der Schweiz durchgeführt.

## Klima
In der nahen Ortschaft Tholing sind die täglichen Temperaturschwankungen sehr hoch, welches mit der Landschaftlichen Lage zu begründen ist. Die Niederschlagsmenge ist sehr gering.
|                       | Jan   | Feb   | Mär   | Apr   | Mai   | Jun  | Jul  | Aug  | Sep  | Okt   | Nov   | Dez   |   |      |
| Mittl. Tagesmax. (°C) | 5,0   | 7,4   | 10,3  | 17,7  | 25,9  | 38,1 | 36,5 | 27,0 | 19,3 | 15,8  | 10,6  | 6,2   | ⌀ | 18,4 |
| Mittl. Tagesmin. (°C) | −24,4 | −23,0 | −15,7 | −13,2 | −10,8 | −6,2 | −2,1 | −3,6 | −7,1 | −12,3 | −16,9 | −21,5 | ⌀ | −13  |
|                       |       |       |       |       |       |      |      |      |      |       |       |       |   |      |
| Niederschlag (mm)     | 0     | 0     | 1     | 14    | 16    | 23   | 27   | 25   | 23   | 8     | 0     | 0     | Σ | 137  |
|                       |       |       |       |       |       |      |      |      |      |       |       |       |   |      |
| Regentage (d)         | 0     | 0     | 1     | 3     | 4     | 4    | 4    | 3    | 4    | 1     | 0     | 0     | Σ | 24   |
|                       |       |       |       |       |       |      |      |      |      |       |       |       |   |      |
| Luftfeuchtigkeit (%)  | 5     | 5     | 6     | 4     | 8     | 9    | 12   | 11   | 10   | 7     | 7     | 6     | ⌀ | 7,5  |

| −24,4 |

| −23,0 |

| −15,7 |

| −13,2 |

| −10,8 |

| −6,2 |

| −2,1 |

| −3,6 |

| −7,1 |

| −12,3 |

| −16,9 |

| −21,5 |

| −24,4 |

| −23,0 |

| −15,7 |

| −13,2 |

| −10,8 |

| −6,2 |

| −2,1 |

| −3,6 |

| −7,1 |

| −12,3 |

| −16,9 |

| −21,5 |